# Thomas Kristensen (calciatore 2002)
Thomas Thiesson Kristensen (Aarhus, 17 gennaio 2002) è un calciatore danese, difensore dell'Udinese e della nazionale Under-21 danese.

## Caratteristiche tecniche
Difensore centrale, è forte fisicamente, abile in marcatura e nel gioco aereo.

## Carriera

### Club

#### Aarhus
Cresciuto nel settore giovanile dell'Aarhus, debutta in prima squadra il 16 maggio 2021, in occasione dell'incontro di Superligaen vinto per 3-1 contro il Nordsjælland. In questa prima stagione da professionista gioca in totale tre partite di campionato, a cui ne aggiunge poi altre 11 nel corso della stagione 2021-2022, nella quale esordisce nelle competizioni UEFA per club, scendendo in campo nei minuti finali della partita dei turni preliminari di Conference League del 29 luglio 2021 pareggiata per 1-1 in casa contro i nordirlandesi del Larne. Nella stagione 2022-2023, il 16 ottobre 2022, segna il suo primo gol nel campionato danese, che è anche il suo primo in carriera in una competizione professionistica, fissando il punteggio sul definitivo 1-1 nei minuti finali della partita pareggiata sul campo del Nordsjælland.

#### Udinese
Il 1º settembre 2023 si accasa all'Udinese per circa 3 milioni di euro. Esordisce con i fiulani il successivo 24 settembre disputando da titolare la partita di campionato persa in casa contro la Fiorentina per 0-2 
Il 3 maggio 2025 realizza il suo primo gol coi friulani, oltreché in Serie A, nel successo esterno contro il Cagliari (1-2).

### Nazionale
Ha giocato nelle nazionali giovanili danesi Under-18, Under-19 ed Under-21 (con quest'ultima anche in partite di qualificazione agli Europei di categoria).

## Statistiche

### Presenze e reti nei club
Statistiche aggiornate al 18 agosto 2025.
| Stagione        | Squadra         | Campionato      | Campionato | Campionato | Coppe nazionali | Coppe nazionali | Coppe nazionali | Coppe continentali | Coppe continentali | Coppe continentali | Altre coppe | Altre coppe | Altre coppe | Totale | Totale |
| Stagione        | Squadra         | Comp            | Pres       | Reti       | Comp            | Pres            | Reti            | Comp               | Pres               | Reti               | Comp        | Pres        | Reti        | Pres   | Reti   |
| --------------- | --------------- | --------------- | ---------- | ---------- | --------------- | --------------- | --------------- | ------------------ | ------------------ | ------------------ | ----------- | ----------- | ----------- | ------ | ------ |
| mar.-giu. 2021  | Aarhus          | SL              | 2+1        | 0          | CD              | -               | -               | UEL                | -                  | -                  | -           | -           | -           | 3      | 0      |
| 2021-2022       | Aarhus          | SL              | 11         | 0          | CD              | 1               | 1               | UECL               | 1                  | 0                  | -           | -           | -           | 13     | 1      |
| 2022-2023       | Aarhus          | SL              | 20         | 1          | CD              | 2               | 0               | -                  | -                  | -                  | -           | -           | -           | 22     | 1      |
| lug.-sett. 2023 | Aarhus          | SL              | 6          | 0          | CD              | 0               | 0               | UECL               | 2                  | 0                  | -           | -           | -           | 8      | 0      |
| Totale Aarhus   | Totale Aarhus   | Totale Aarhus   | 39+1       | 1          |                 | 3               | 1               |                    | 3                  | 0                  |             | -           | -           | 46     | 2      |
| sett. 2023-2024 | Udinese         | A               | 26         | 0          | CI              | 0               | 0               | -                  | -                  | -                  | -           | -           | -           | 26     | 0      |
| 2024-2025       | Udinese         | A               | 24         | 1          | CI              | 0               | 0               | -                  | -                  | -                  | -           | -           | -           | 24     | 1      |
| 2025-2026       | Udinese         | A               | 0          | 0          | CI              | 1               | 0               | -                  | -                  | -                  | -           | -           | -           | 1      | 0      |
| Totale Udinese  | Totale Udinese  | Totale Udinese  | 50         | 1          |                 | 1               | 0               |                    | -                  | -                  |             | -           | -           | 51     | 1      |
| Totale carriera | Totale carriera | Totale carriera | 89+1       | 2          |                 | 4               | 1               |                    | 3                  | 0                  |             | -           | -           | 97     | 3      |